# Polyzonus schmidti
Polyzonus schmidti là một loài bọ cánh cứng trong họ Cerambycidae.